# Aspidoscelis
Aspidoscelis is een geslacht van hagedissen die behoren tot de familie tejuhagedissen (Teiidae).

## Naam en indeling
De groep werd voor het eerst wetenschappelijk beschreven door Leopold Fitzinger in 1843. Veel soorten behoorden lange tijd tot het geslacht van de renhagedissen (Cnemidophorus). 
Er zijn 45 verschillende soorten, inclusief de pas in 2014 voor het eerst wetenschappelijk beschreven soort Aspidoscelis neavesi. De wetenschappelijke geslachtsnaam Aspidoscelis komt uit het Grieks en betekent vrij vertaald 'schildbenig'; ἀσπίς, aspis = schild en σκέλος, skelos = been.

## Verspreiding en habitat
Alle soorten zijn dagactieve bodembewoners die leven in begroeide gebieden tot drogere streken. De verschillende soorten komen voor in delen van Noord- en Midden-Amerika en leven in de landen Belize, Costa Rica, El Salvador, Guatemala, Honduras, Mexico, Nicaragua en de Verenigde Staten. Twintig soorten komen endemisch voor in Mexico, veel soorten komen daarnaast voor in de Verenigde Staten.

## Soortenlijst
| Soorten uit het geslacht Aspidoscelis       | Soorten uit het geslacht Aspidoscelis | Soorten uit het geslacht Aspidoscelis                                    |
| ------------------------------------------- | ------------------------------------- | ------------------------------------------------------------------------ |
| Naam                                        | Auteur                                | Verspreidingsgebied                                                      |
| Aspidoscelis angusticeps                    | Cope, 1878                            | Belize, Guatemala, Mexico                                                |
| Aspidoscelis burti                          | Taylor, 1938                          | Mexico (Sonora), Verenigde Staten (Arizona)                              |
| Aspidoscelis calidipes                      | Duellman, 1955                        | Mexico                                                                   |
| Aspidoscelis carmenensis                    | Maslin & Secoy, 1986                  | Mexico                                                                   |
| Aspidoscelis ceralbensis                    | Van Denburgh & Slevin, 1921           | Mexico                                                                   |
| Aspidoscelis communis                       | Cope, 1878                            | Mexico                                                                   |
| Aspidoscelis costatus                       | Cope, 1878                            | Mexico                                                                   |
| Aspidoscelis cozumela                       | Gadow, 1906                           | Mexico                                                                   |
| Aspidoscelis danheimae                      | Burt, 1939                            | Mexico                                                                   |
| Aspidoscelis deppii                         | Wiegmann, 1834                        | Costa Rica, El Salvador, Guatemala, Honduras, Mexico, Nicaragua          |
| Aspidoscelis espiritensis                   | Van Denburgh & Slevin, 1921           | Mexico                                                                   |
| Aspidoscelis exsanguis                      | Lowe, 1956                            | Mexico, Verenigde Staten                                                 |
| Aspidoscelis flagellicaudus                 | Lowe & Wright, 1964                   | Verenigde Staten                                                         |
| Aspidoscelis franciscensis                  | Van Denburgh & Slevin, 1921           | Mexico                                                                   |
| Aspidoscelis gularis                        | Baird & Girard, 1852                  | Guatemala, Mexico, Verenigde Staten                                      |
| Aspidoscelis guttatus                       | Wiegmann, 1834                        | Mexico                                                                   |
| Aspidoscelis hyperythrus                    | Cope, 1864                            | Mexico, Verenigde Staten                                                 |
| Aspidoscelis inornatus                      | Baird, 1859                           | Mexico, Verenigde Staten                                                 |
| Aspidoscelis labialis                       | Stejneger, 1890                       | Mexico                                                                   |
| Aspidoscelis laredoensis                    | McKinney, Kay & Anderson, 1973        | Mexico, Verenigde Staten                                                 |
| Aspidoscelis lineattissimus                 | Cope, 1878                            | Mexico                                                                   |
| Aspidoscelis marmoratus                     | Baird & Girard, 1852                  | Mexico, Verenigde Staten                                                 |
| Aspidoscelis martyris                       | Stejneger, 1891                       | Mexico                                                                   |
| Aspidoscelis maslini                        | Fritts, 1969                          | Belize, Guatemala, Mexico                                                |
| Aspidoscelis maximus                        | Cope, 1864                            | Mexico                                                                   |
| Aspidoscelis mexicanus                      | Peters, 1869                          | Mexico                                                                   |
| Aspidoscelis motaguae                       | Sackett, 1941                         | El Salvador, Guatemala, Honduras, \| Mexico, Nicaragua, Verenigde Staten |
| Aspidoscelis neavesi                        | Cole, Taylor, Baumann & Baumann, 2014 | Verenigde Staten                                                         |
| Aspidoscelis neomexicanus                   | Lowe & Zweifel, 1952                  | Mexico, Verenigde Staten                                                 |
| Aspidoscelis neotesselatus                  | Walker, Cordes & Taylor, 1997         | Verenigde Staten                                                         |
| Aspidoscelis opatae                         | Wright, 1967                          | Mexico                                                                   |
| Aspidoscelis pai                            | Wright & Lowe, 1993                   | Verenigde Staten                                                         |
| Aspidoscelis parvisocius                    | Zweifel, 1960                         | Mexico                                                                   |
| Aspidoscelis pictus                         | Van Denburgh & Slevin, 1921           | Mexico                                                                   |
| Aspidoscelis rodecki                        | McCoy & Maslin, 1962                  | Mexico                                                                   |
| Aspidoscelis sackii                         | Wiegmann, 1834                        | Mexico                                                                   |
| Aspidoscelis scalaris                       | Cope, 1892                            | Mexico, Verenigde Staten                                                 |
| Aspidoscelis sexlineatus                    | Linnaeus, 1766                        | Mexico, Verenigde Staten                                                 |
| Aspidoscelis sonorae                        | Lowe & Wright, 1964                   | Mexico, Verenigde Staten                                                 |
| Aspidoscelis stictogrammus                  | Burger, 1950                          | Mexico, Verenigde Staten                                                 |
| Aspidoscelis tesselatus                     | Say, 1823                             | Mexico, Verenigde Staten                                                 |
| Aspidoscelis tigris                         | Baird & Girard, 1852                  | Mexico, Verenigde Staten                                                 |
| Woestijnrenhagedis (Aspidoscelis uniparens) | Wright & Lowe, 1965                   | Mexico, Verenigde Staten                                                 |
| Aspidoscelis velox                          | Springer, 1928                        | Verenigde Staten                                                         |
| Aspidoscelis xanthonotus                    | Duellman & Lowe, 1953                 | Verenigde Staten                                                         |

Ameiva · 
Ameivula · 
Aspidoscelis · 
Aurivela · 
Callopistes · 
Cnemidophorus · 
Contomastix · 
Crocodilurus · 
Dicrodon · 
Dracaena · 
Glaucomastix · 
Holcosus · 
Kentropyx · 
Medopheos · 
Pholidoscelis · 
Salvator · 
Teius · 
Tupinambis